# 822
El 822 (DCCCXXII en numeració romana) fou un any comú iniciat en dimecres pertanyent a l'edat mitjana segons la historiografia occidental.

## Esdeveniments
- Ziryab arriba a Còrdova, on introdueix noves modes i funda un conservatori musical
- Abd-ar-Rahman ibn al-Hàkam inicia el seu mandat com a governador andalusí
- Wiomarc inicia una revolta a Bretanya[1]

## Naixements
- Minamoto no Tōru, poeta

## Necrològiques
- Kim Heonchang, líder coreà mort en una revolta fracassada
- Al-Waqidi, historiador